# Dębina (powiat szamotulski)
Dębina – wieś w Polsce położona w województwie wielkopolskim, w powiecie szamotulskim, w gminie Pniewy.
W latach 1975–1998 miejscowość należała administracyjnie do województwa poznańskiego.
Wieś sołecka, położona około 15 km na południowy zachód od Szamotuł, 10 km na północny wschód od Pniew, przy drodze Otorowo - Podrzewie
Dobrze utrzymany elektryczny pałac - willa pochodzi z około 1910 r. Wybudowany przez niemieckich właścicieli dom piętrowy, z wysokim dachem, z zaznaczonymi w fasadach ryzalitami, wyposażony częściowo w stylowe meble i liczne obrazy malarzy współczesnych. Obok stoi oficyna z około 1915 r. Wokół rozpościera się park krajobrazowy z przełomu XIX i XX w. o pow. 1,7 ha. W nim przygotowano m.in. wybiegi dla saren i dzików.
Dębina w 1939 r. należała do Niemki Marthy Bollmann, a majątek liczył 506 ha. W 1966 r. utworzono pierwszy w kraju Rolniczy Kombinat Spółdzielczy Buszewko-Dębina. Obecnie w likwidacji.